# مقاطعة درة شهر
مقاطعة درة شهر (بالفارسية: شهرستان دره‌شهر) هي مقاطعة تقع في إيران في محافظة إيلام. يقدر عدد سكانها بـ 56,346 نسمة .

## معرض صور

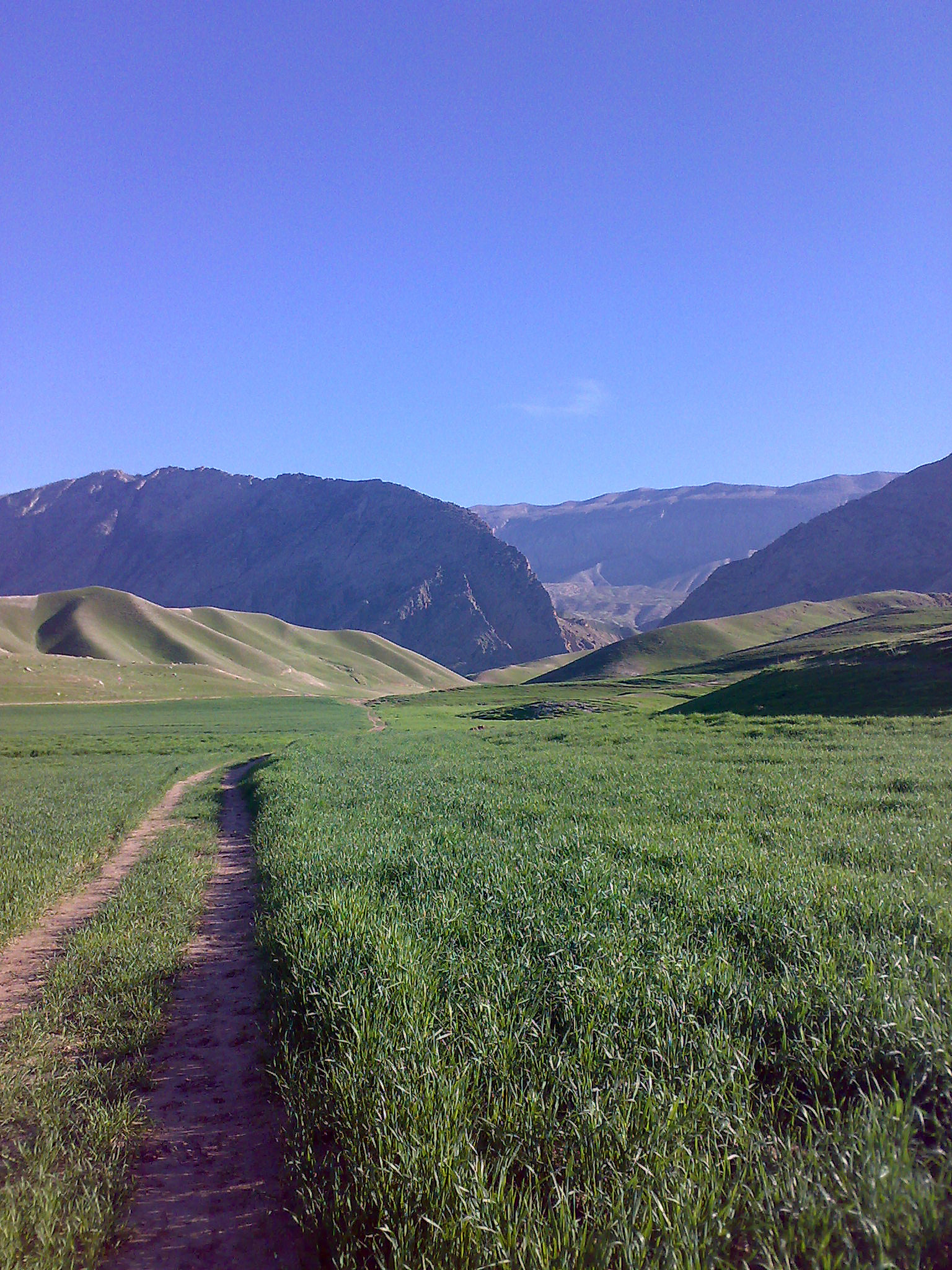
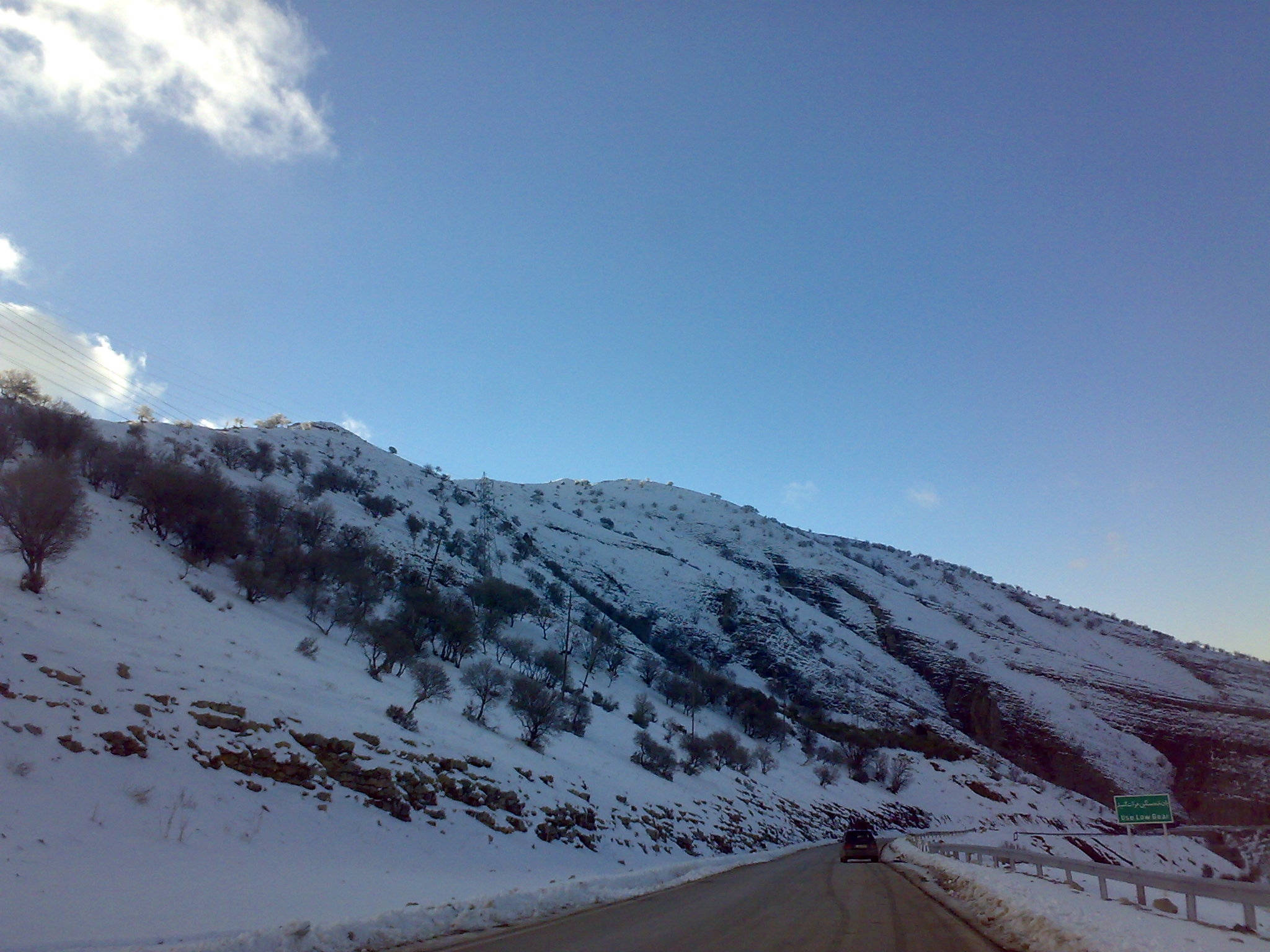
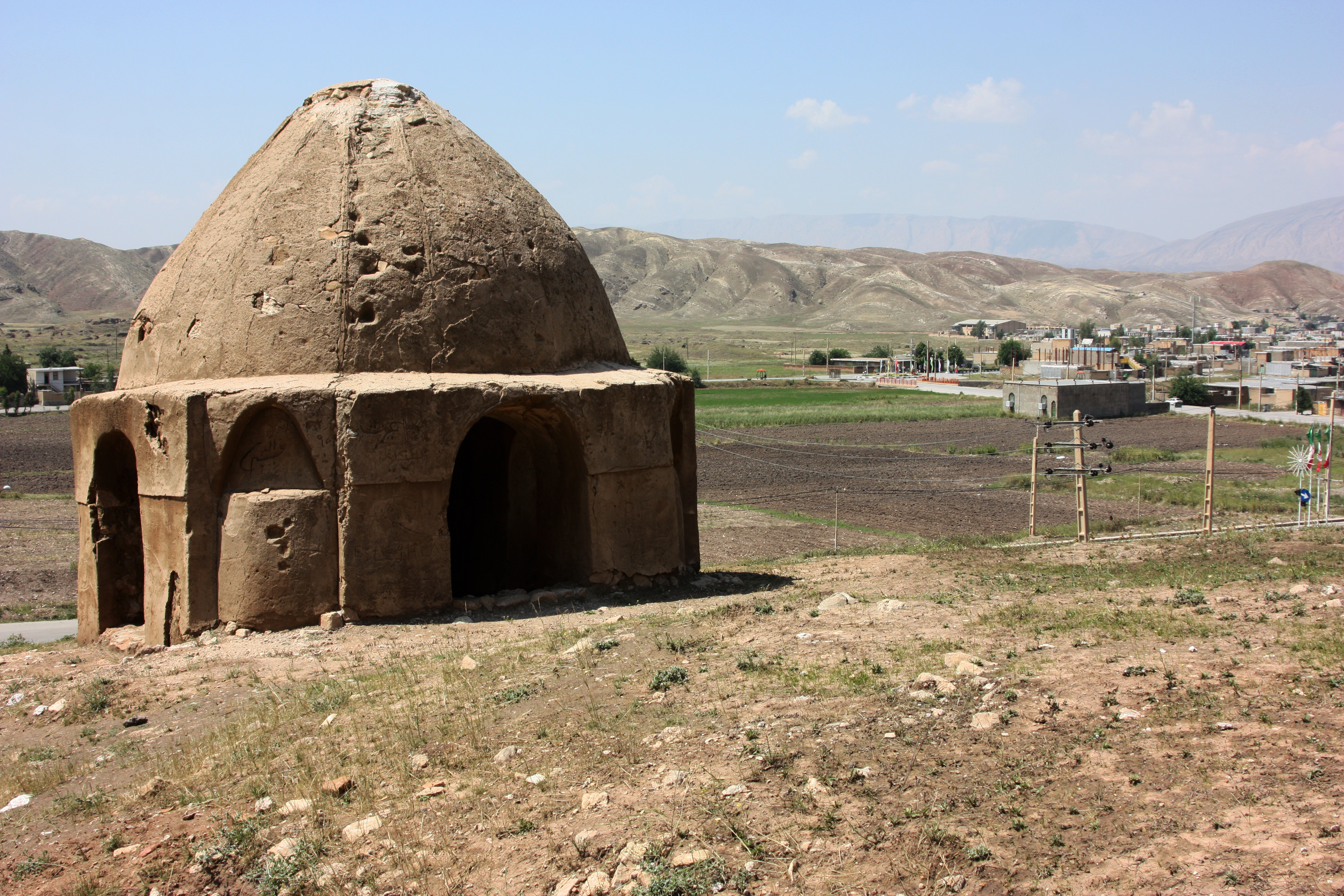
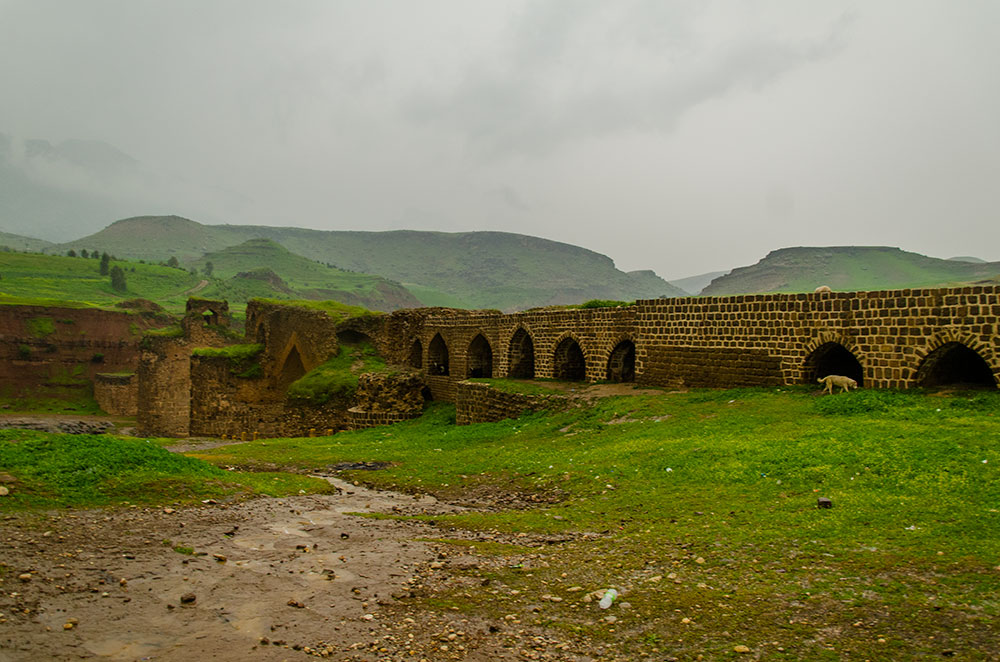
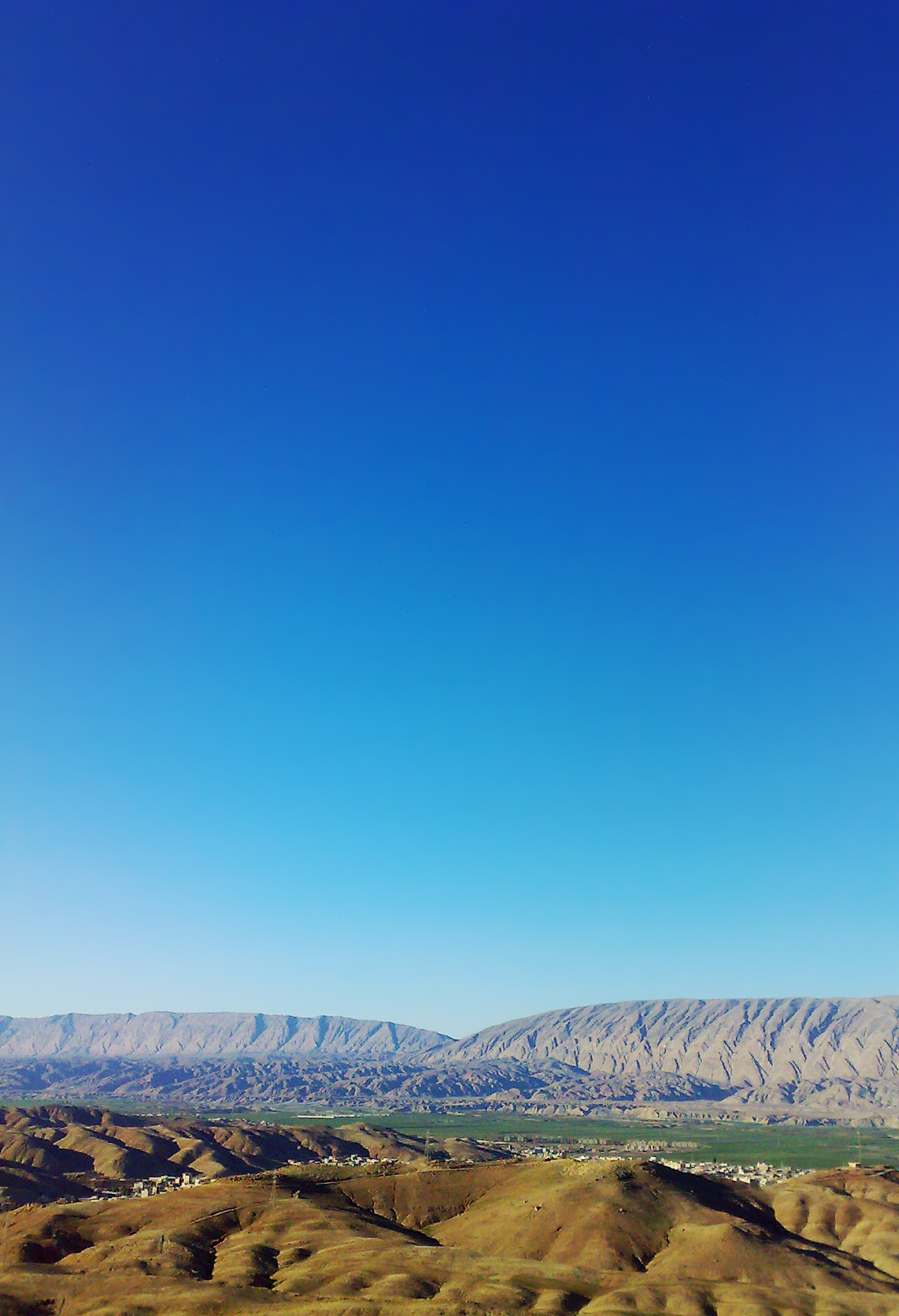
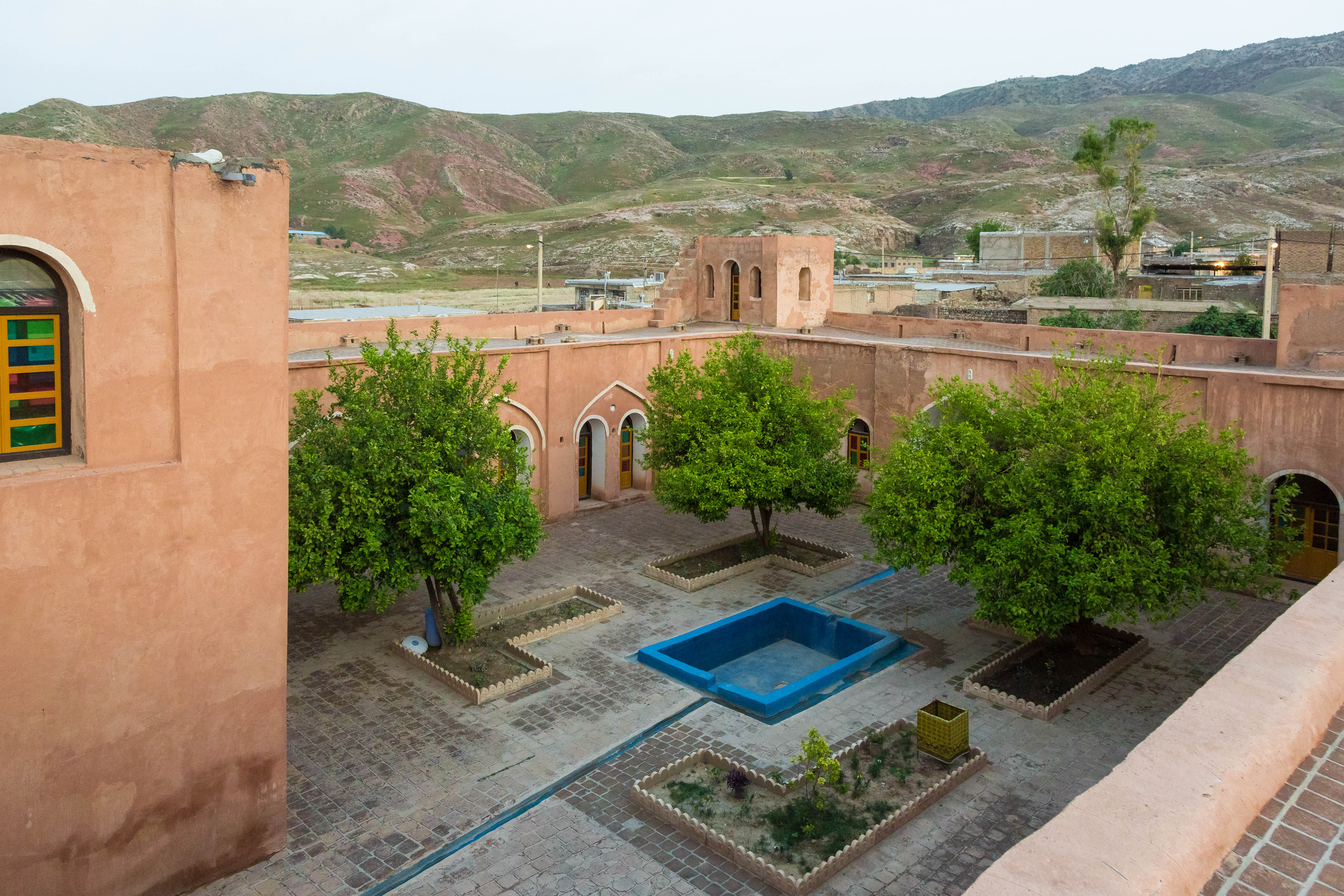